# Bastion Saint-Laurent
Pour les articles homonymes, voir Saint-Laurent.
Le bastion Saint-Laurent, anciennement bastion de la Fontaine, est un ouvrage de la première ceinture de Lyon, faisant à l'origine partie de la muraille Saint-Sébastien.

## Histoire
Bâtie de 1513, sous Louis XII, à 1550, sous François Ier, la muraille Saint-Sébastien allait de la Saône jusqu'au Rhône et séparait la Croix-Rousse de la ville de Lyon. Longue de 2 km et haute de 10 m, elle intégrait neuf bastions :
1. le fort Saint-Jean,
2. le bastion Nôtre-Dame,
3. le bastion de la Grenouille,
4. le bastion de la Tourette,
5. le bastion Saint-André,
6. le bastion Saint-Sébastien,
7. le bastion d'Orléans,
8. le bastion de la Fontaine (plus tard dénommé Saint-Laurent),
9. le bastion de Saint-Clair.

Au XVIIIe siècle, le couvent des Colinettes obtiennent l'aval de Louis XIV pour agrandir leur propriété, englobant ainsi les bastion d'Orléans et Saint-Laurent.
À la Révolution, plus particulièrement durant le siège de Lyon, le couvent est transformé en caserne après l'expulsion des religieuses.
Le terrain est ensuite vendu en 1796 en tant que bien national au Docteur Willermoz, le frère du célèbre Jean-Baptiste Willermoz. Ce dernier revend par la suite ces terres (25 ares) à la Ville de Lyon en 1819. Celle-ci projette alors de détruire les fortifications, et plus particulièrement les bastions en 1827. Toutefois la révolte des Canuts de 1831 la convainc de conserver ces édifices pour empêcher de futures insurrections.
Le 30 avril 1832, le Département de la Guerre récupère le terrain. La muraille est ainsi remise en état dès 1834 afin d'assurer une défense au cas où les forts de Caluire et Montessuy au nord soient corrompus. La Direction des Travaux construit alors une caserne de deux étages pouvant accueillir 400 hommes dans le bastion Saint-Laurent.
Les Voraces s'empareront de ce bastion en 1848, mais l'armée le reprend en juin 1849 par un sanglant affrontement : 26 insurgés et 31 soldats y trouvent la mort.

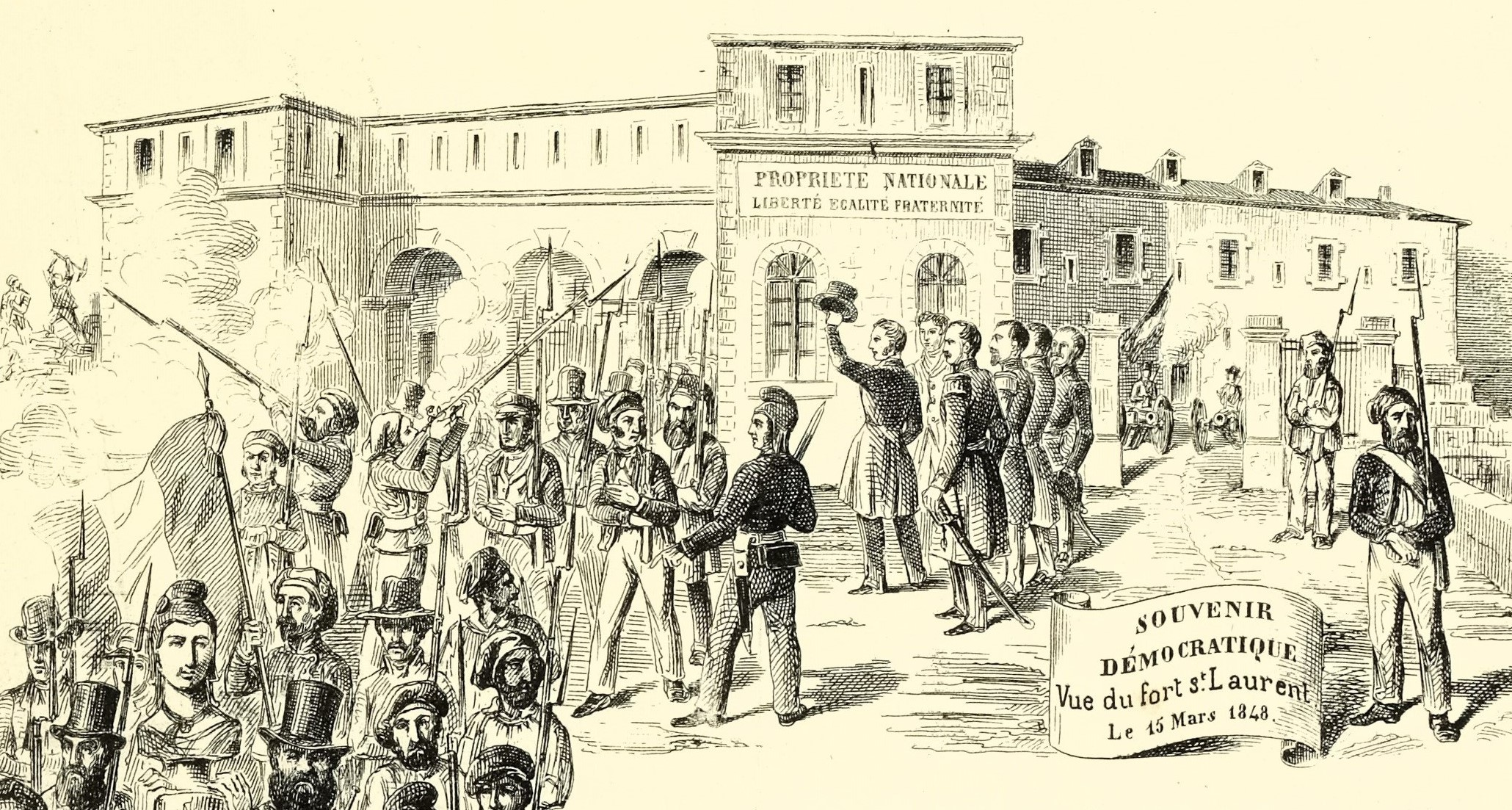
Cortège du 15 mars 1848 où les Voraces lyonnais portent en triomphe les symboles de la République, buste de la Liberté et drapeau tricolore.

En 1852, Napoléon III ordonne que les fortifications soient détruites afin d'ériger à leur place un large boulevard, l'actuel boulevard de la Croix-Rousse. La muraille Saint-Sébastien est ainsi détruite, à l'exception du fort Saint-Jean et du bastion Saint-Laurent.

### XXe–XXIesiècle
À la suite de la catastrophe de Fourvière en 1930, la Direction du Service de Santé de l'Armée de Terre se voit contrainte de déménager temporairement par mesure de prévention au bastion Saint-Laurent. Elle occupe les locaux, sous le nom de Direction Régionale du Service de Santé de Lyon.
Le Foyer Notre-Dame des Sans-Abri occupe ensuite le lieu jusqu'en 2016. 
Le lieu fût repris en juin 2019 par l'association Superposition,, pour une résidence artistique éphémère avec près de 40 artistes, issus principalement du milieu des arts urbains. La terrasse du Fort était accessible au public, pour pouvoir profiter de la vue et du cadre dont dispose ce bâtiment historique avant qu´il ne soit transformé en hôtel 4 étoiles fin 2024.

## Description
Le bastion se trouve place Bellevue.

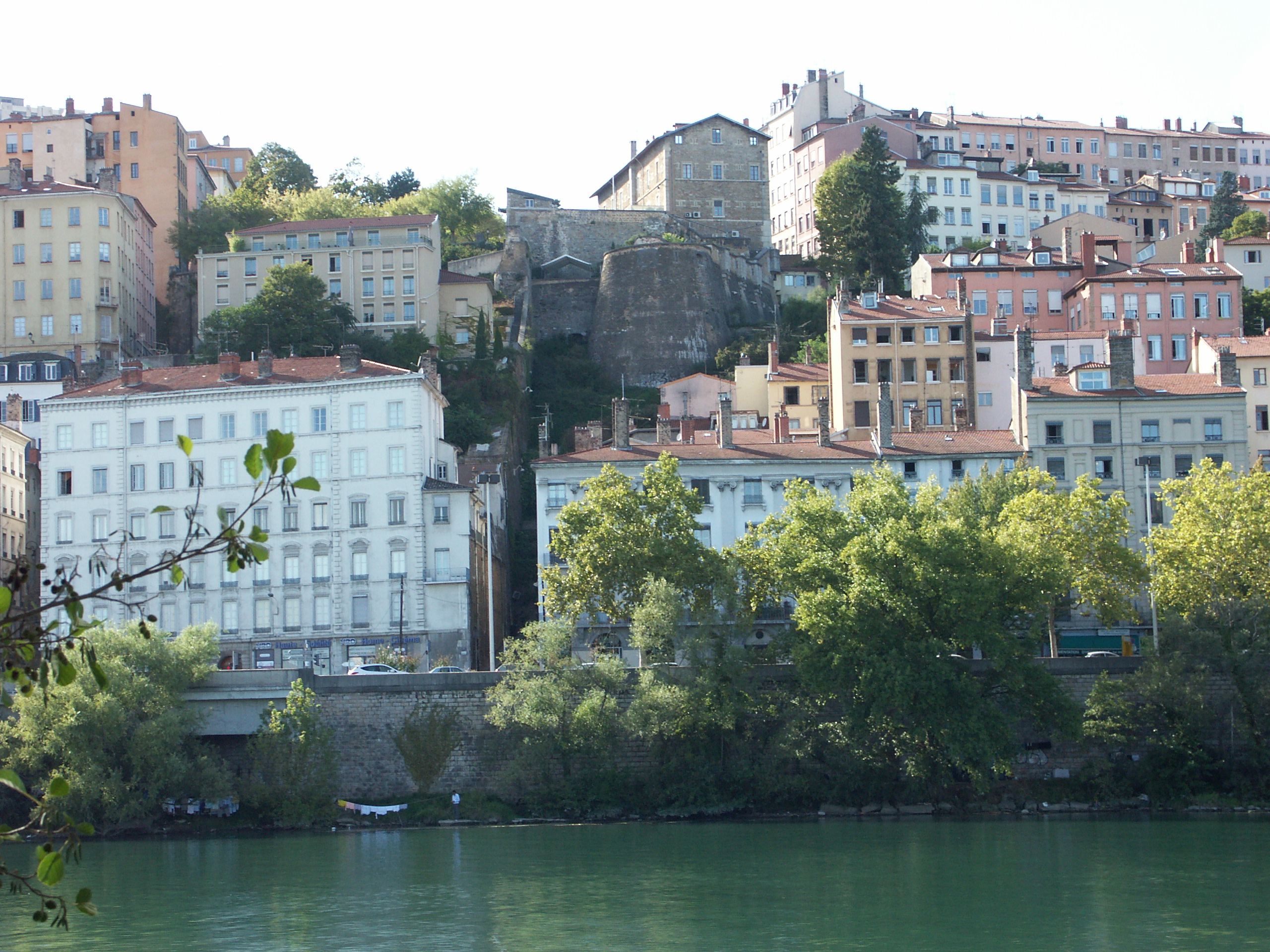
Vue du Fort Saint-Laurent depuis l'autre côté du Rhône.
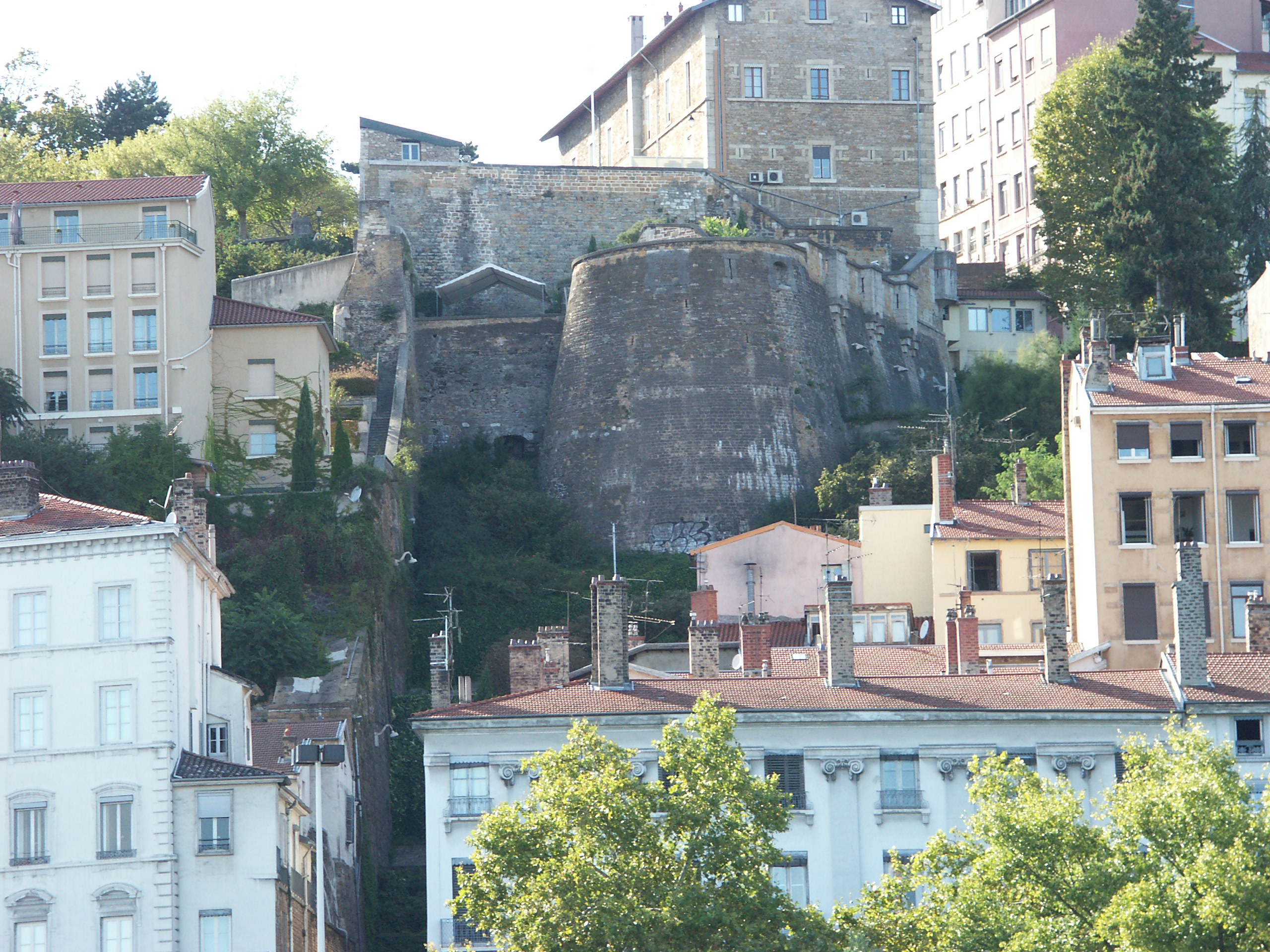
Vue du Fort Saint-Laurent depuis l'autre côté du Rhône.
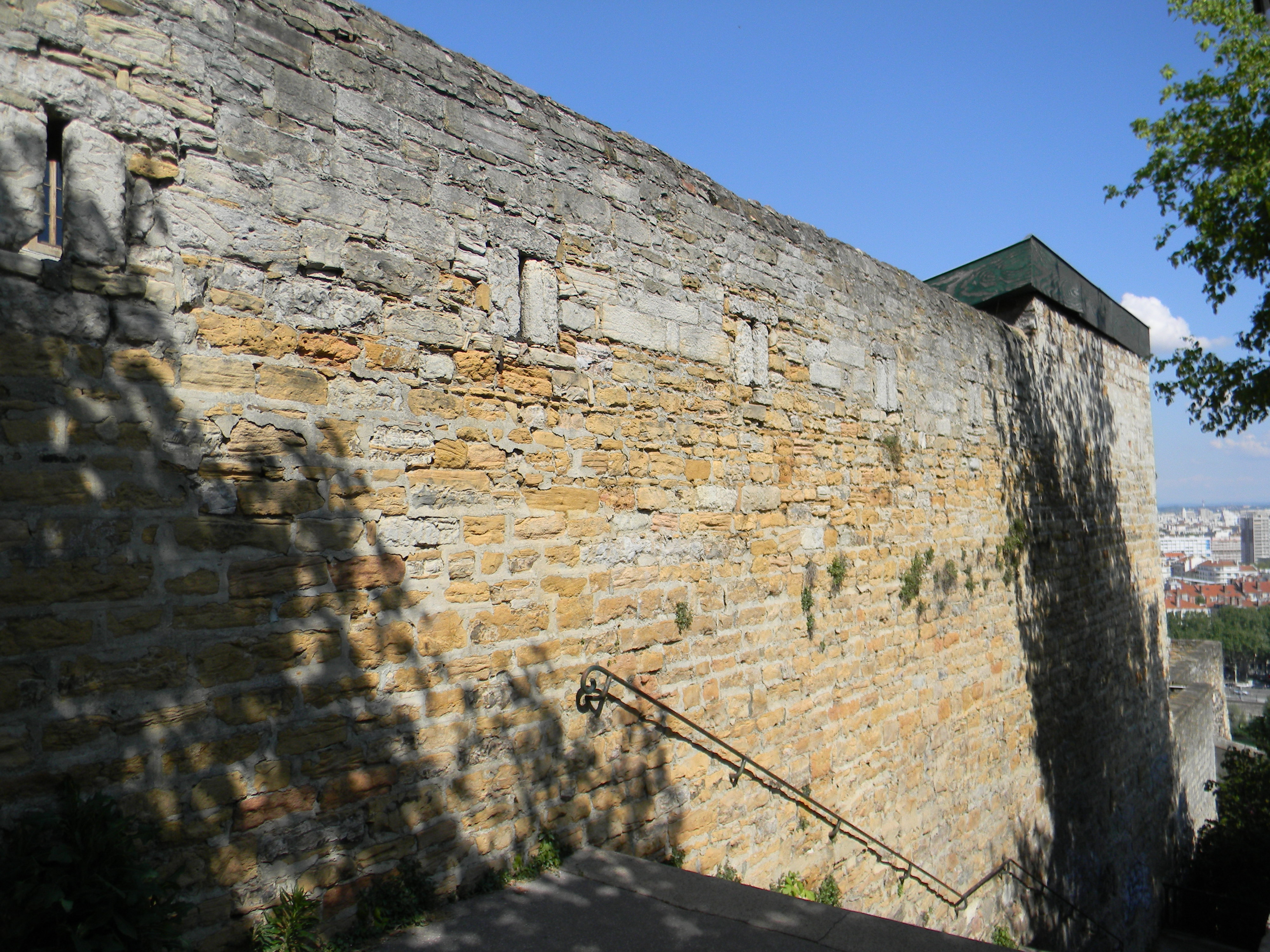
Le mur d'enceinte
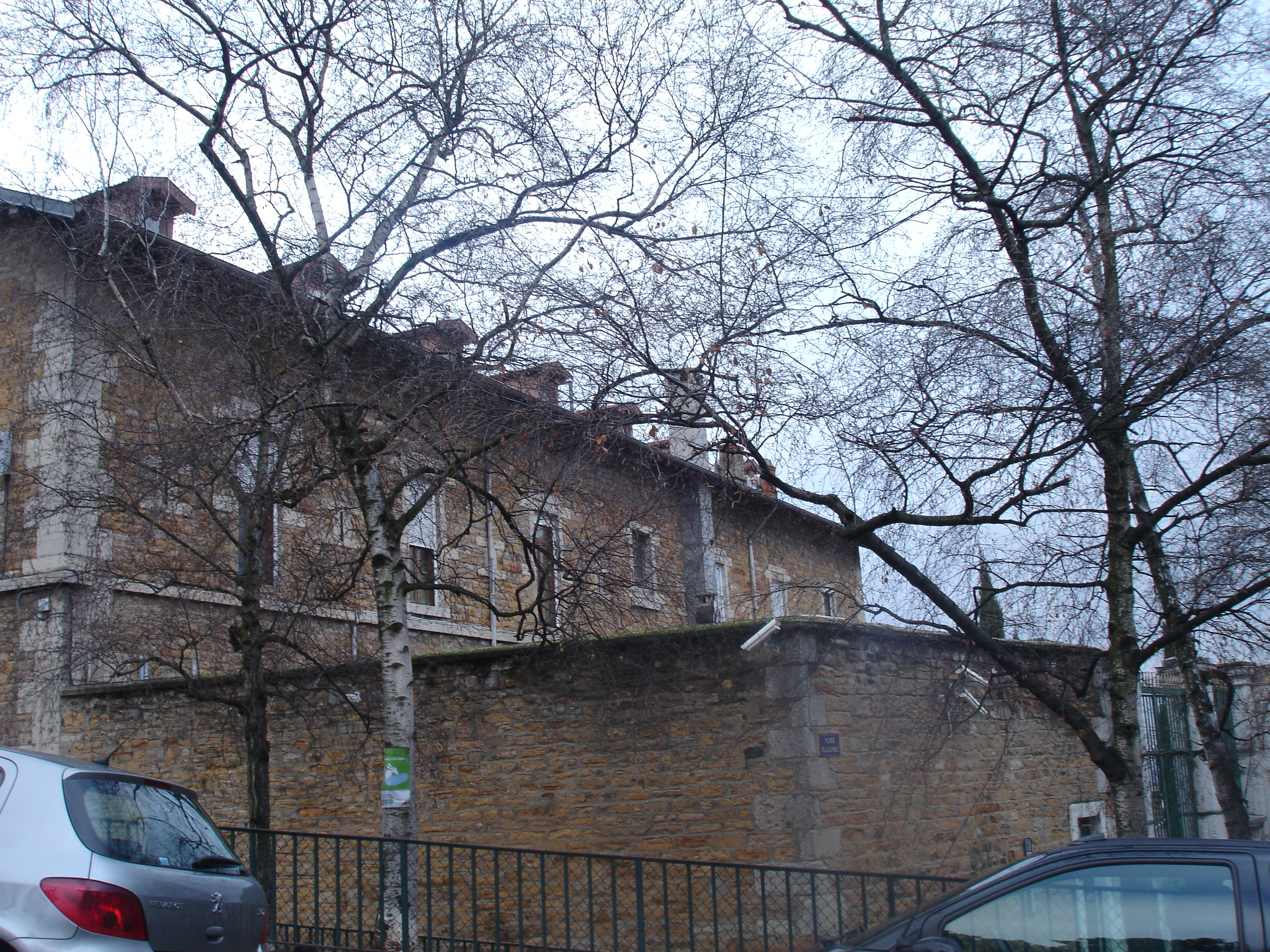
Un bâtiment du fort
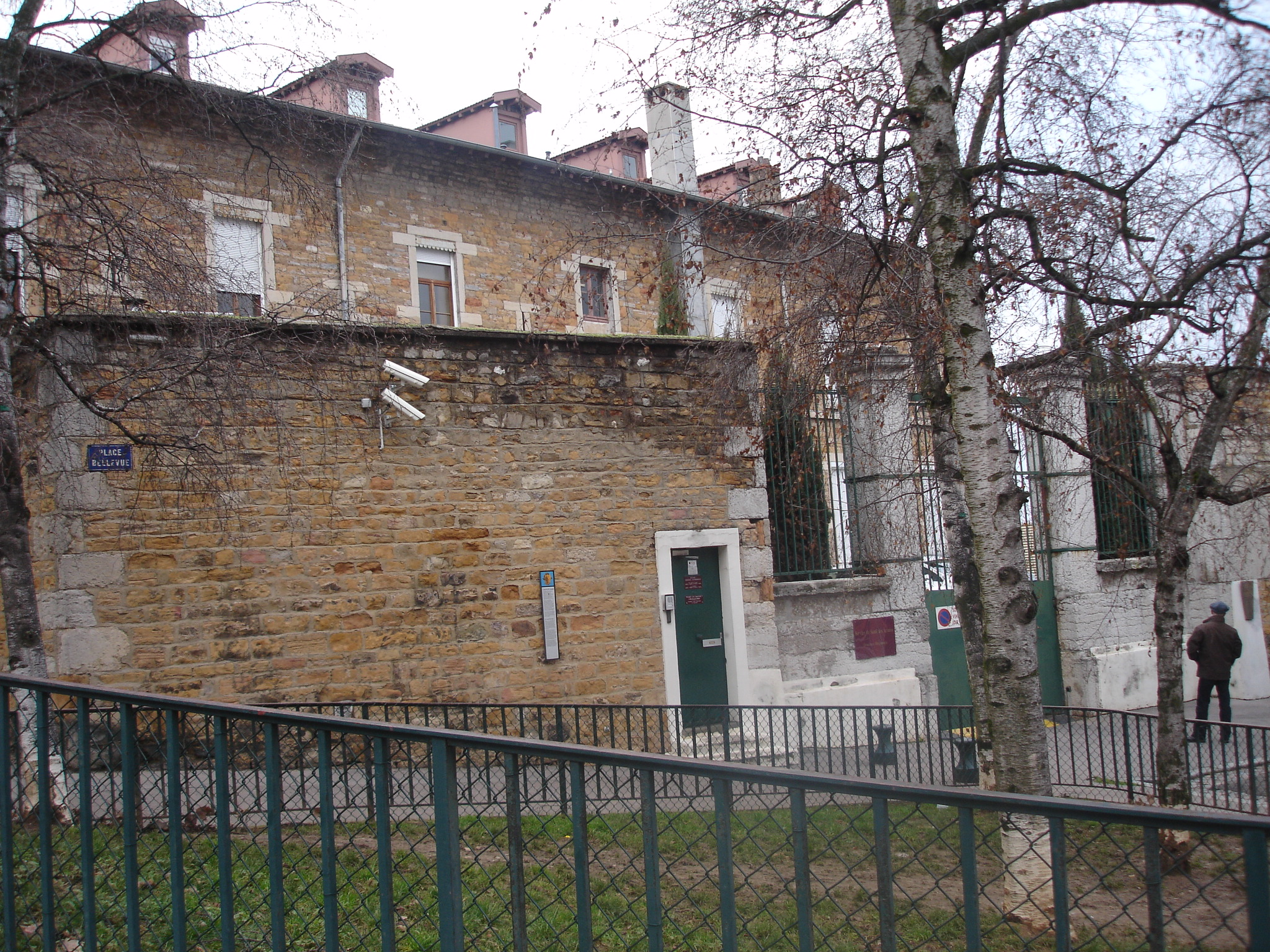
Un bâtiment du fort
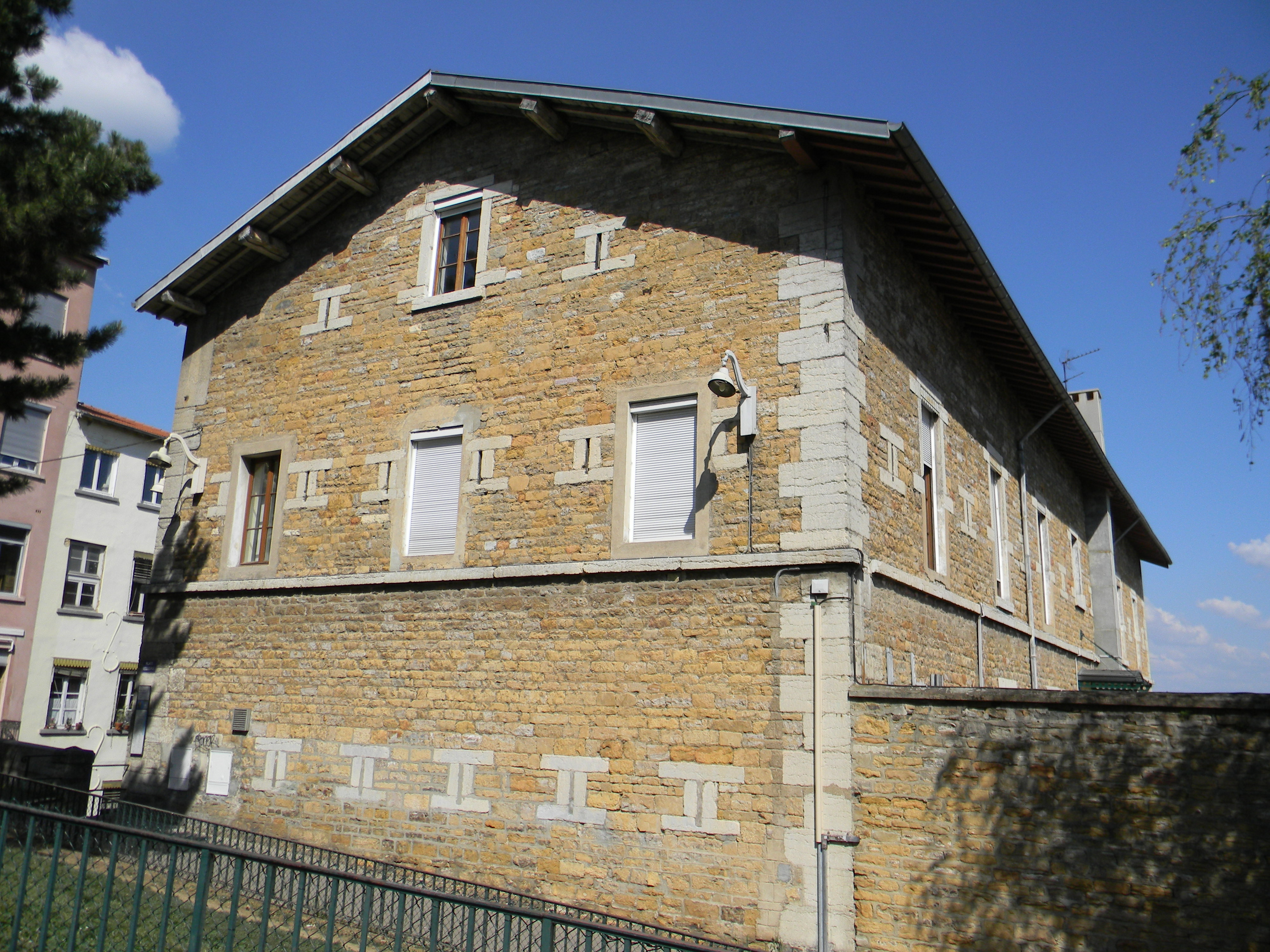
Un bâtiment du fort
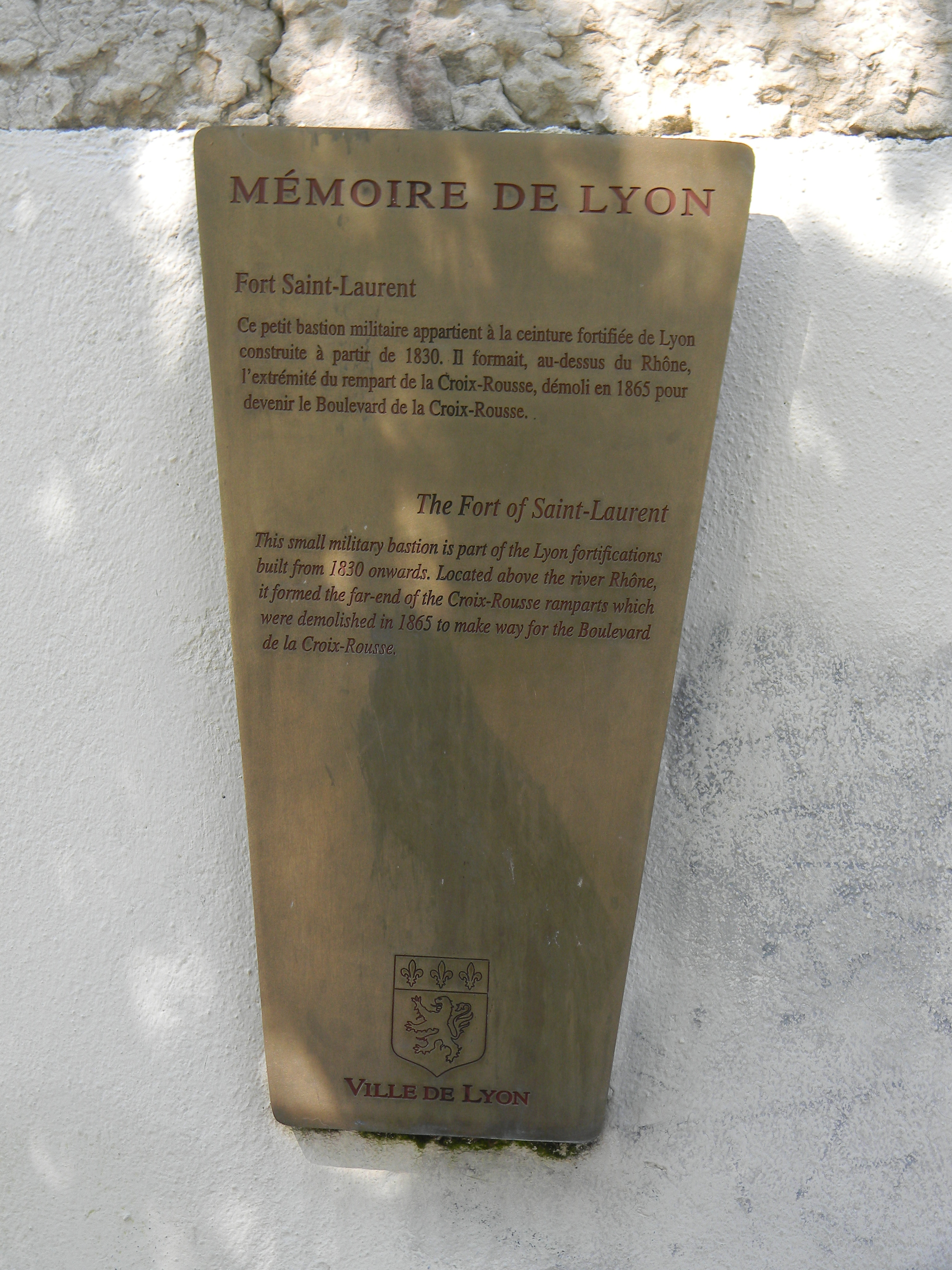
La plaque commémorative du fort